# Guillermo Díaz (Fußballspieler, 1930)
Guillermo Eduardo Díaz Zambrano (* 29. Dezember 1930 in Valparaíso; † 25. September 1997 in Santiago de Chile) war ein chilenischer Fußballspieler und -trainer. Er nahm mit der Nationalmannschaft Chiles an der Fußball-Weltmeisterschaft 1950 teil.

## Karriere

### Verein
Díaz begann seine Fußballkarriere bei den Santiago Wanderers in seiner Geburtsstadt Valparaíso. Nach einem kurzen Gastspiel in Spanien bei Real Saragossa kehrte er 1953 zu den Santiago Wanderers zurück. 1955 wechselte Díaz zum Hauptstadtklub CD Palestino, wo er am Ende seiner ersten Spielzeit den chilenischen Meistertitel gewann. Von 1961 bis 1963 spielte er nochmals für die Wanderers, bei denen er nach einem Kurzaufenthalt in Kanada seine aktive Spielerkarriere 1964 beendete.

### Nationalmannschaft
Díaz debütierte am 26. Februar 1950 im Freundschaftsspiel gegen Bolivien in der chilenischen Nationalmannschaft.
Im selben Jahr wurde er in das chilenische Aufgebot für die Weltmeisterschaft in Brasilien berufen. Er kam in den ersten beiden Gruppenspielen gegen England und Spanien, die jeweils mit 0:2 verloren wurden, zum Einsatz. Chile schied als Gruppendritter nach der Vorrunde aus.
Beim Campeonato Sudamericano 1955 stand er ebenfalls im chilenischen Aufgebot. Sein letztes von 19 Länderspielen für Chile, in denen er sieben Tore erzielte, bestritt er am 13. Oktober 1957 im Qualifikationsspiel für die Weltmeisterschaft 1958 gegen Argentinien.

### Trainerkarriere
Nach seiner aktiven Laufbahn arbeitete Díaz als Trainer. Zwischen 1964 und 1992 trainierte er mit mehreren Unterbrechungen diverse Vereine in Chile, darunter auch viermal seinen Stammverein Santiago Wanderers. Sein größter Erfolg als Trainer war der Aufstieg mit den Wanderers in die Primera Divisíon 1978.

## Erfolge
- Chilenischer Meister: 1955
- Chilenischer Pokalsieger: 1961